# United Party (Ghana)
Die United Party (UP) war eine politische Partei in Ghana, die im Januar 1958 gegründet wurde. Sie entstand als einzige Oppositionspartei neben der Regierungspartei Convention People’s Party von Kwame Nkrumah. Durch eine Verfassungsänderung wurde Ghana im Jahr 1964 zum Einparteienstaat. Die Regierungspartei Nkrumah’s wurde nationale Einheitspartei, die UP aufgelöst.

## Nach der Unabhängigkeit 1957
Bald nach der Unabhängigkeit Ghanas am 6. März 1957 wurde auf Betreiben des damaligen Premierministers Kwame Nkrumah und späteren Präsidenten Ghanas ein Gesetz zur Verhinderung von Diskriminierung (Avoidence of Discrimination Act 1957, C.A. 38) erlassen. Dieses Gesetz verbot jegliche Gruppierung mit einer Ausrichtung basierend auf ethnischer, religiöser, regionaler oder ähnlicher Ausrichtung mit Wirkung ab dem 31. Dezember 1957.
Der vollständige Titel des Gesetzes lautete:
Gesetz über das Verbot von Organisationen, die zur Propaganda die Zugehörigkeit zu einem Stamm, einer Region, einer Rasse oder einer Religion verwenden oder nutzen zum Nachteil einer Gemeinschaft oder um die Wahl von Personen aufgrund deren Zugehörigkeit zu einem Stamm, einer Region oder Religion oder ähnliche Zwecke zu sichern. (engl.: An Act to prohibit organizations using or engaging in tribal, regional, racial and religious propaganda to the detriment of any community, or securing the election of persons on account of their tribal, regional or religious affiliations and for other purpuse connected therewith.)

## Gründung der UP
Beinahe die gesamte Opposition wurde mit diesem Gesetz quasi über Nacht zu einer illegalen Gruppierung, obwohl sie teilweise in der gesetzgebenden Versammlung (Legislative Assembley) präsent war. Um hier einem offiziellen Parteienverbot durch den High Court auszuweichen, schlossen sich folgende politischen Parteien, die von dem Verbot umfasst waren, zur UP zusammen:
- Anlo Youth Association (AYA)
- Muslim Association Party (MAP)
- National Liberation Movement (NLM)
- Northern Peoples’ Party (NPP)
- Togoland Congress (TC)

Die Ghana Congress Party unter dem späteren Premierminister Kofi Abrefa Busia ging ebenfalls in der UP auf und Busia übernahm den Parteivorsitz der UP. Beinahe alle bedeutenden Oppositionspolitiker der damaligen Zeit waren in der UP organisiert. Zu nennen sind unter anderem J.B. Danquah, Gründer der ersten Partei Ghanas (United Gold Coast Convention), Emmanuel Obetsebi-Lamptey, späterer Gründer der Nationalist Party, Victor Owusu, mehrmaliger Außenminister Ghanas und Präsidentschaftskandidat seiner späteren Partei Popular Front Party und Nii Amaa Ollennu, kurzzeitiges Staatsoberhaupt Ghanas und Vorsitzender der National Democratic Party.

## Politische Richtung
Die United Party ist als Nachfolgepartei der Ghana Congress Party, in der wiederum Teile der gespaltenen United Gold Coast Convention aufgegangen sind, wesentlicher Schlüsselpunkt zur Begründung der Danquah-Busia-Tradition. Selbst im heutigen Zwei-Parteiensystem Ghanas, wirken noch immer die beiden gegensätzlichen Strömungen der UP mit der Danquah-Busia Sichtweise und auf der anderen Seite der Nkrumahristen. Die Nkrumahristen gelten als sozialistische Grundströmung im Land.
Nachfolgepartei der UP wurde die Progress Party, ebenfalls unter dem Vorsitz von Busia.
Die Ausrichtung der bürgerlich-liberalen Danquah-Busia-Tradition ist aber eher im rechten Parteienspektrum zu finden. Im Wesentlichen verfolgte diese politische Richtung in Ghana und damit auch die UP das Mehrparteiensystem, die Freie Marktwirtschaft, Volkssouveränität und rechtsstaatliche Grundsätze.

## Wahlergebnisse
Die UP nahm lediglich an den Präsidentschaftswahlen vom 27. April 1960 teil. Hier trat J.B. Danquah als Direktkandidat der einzigen Oppositionspartei UP gegen die Regierungspartei CPP an und unterlag deutlich mit knapp 12 Prozent der Wählerstimmen.